# Home (Boardwalk Empire)
"Home" es el séptimo episodio de la serie de HBO, Boardwalk Empire. El episodio fue transmitido el 31 de octubre de 2010 en Estados Unidos. Fue escrito por Tim Van Patten y Paul Simms y dirigido por Allen Coulter. Nucky purga algunos malos recuerdos de su niñez, Jimmy forja una nueva alianza con otro veterano de guerra llamado Richard Harrow, mientras que Luciano hace un trato con los hermanos D'Alessio.

## Argumento
Al Capone es informado por un oficial de policía que Liam (el matón que desfiguró a la amante de Jimmy, Pearl) frecuenta un restaurante local. Al se lo comunica a Jimmy, mientras este se encuentra sufriendo molestias en su pierna, herida en la guerra. Jimmy va al hospital para tratar su pierna y se le informa sobre un test psicológico para veteranos de guerra, Jimmy acepta participar. En el hospital, Jimmy conoce a otro veterano, Richard Harrow, cuyo rostro fue severamente herido en la guerra y ahora usa una máscara para cubrir su cara desfigurada. Después de hablar con Harrow, Jimmy se da cuenta de que el test no es para ayudar a las víctimas de la guerra, sino para crear una mejor armada. Ambos se retiran y van hacia el burdel, donde Jimmy le consigue a Richard una prostituta.
Mientras tanto, Chalky es visitado por el joven Meyer Lansky, quien le ofrece comenzar un nuevo negocio de contrabando junto a él, sin intermediarios. Chalky cree que Nucky está probando su lealtad y le dice a Lansky que se retire. Meyer Lansky, junto a Luciano, va a ver a los hermanos D'Alessio y hacen una alianza para comenzar el nuevo negocio de contrabando que Chalky rechazó. Lucky les cuenta sobre el casino de Nucky. Luciano acuerda ayudar, siempre y cuando la mitad del dinero sea para su jefe, Arnold Rothstein.
El padre de Nucky y Eli tiene una accidente en su casa, lo que causa que Eli sugiera llevarlo a su propia casa con su familia. Nucky le da la casa a un amigo llamado Damien Flemming, que tiene un hijo recién nacido. En la casa de su padre, Nucky le cuenta a Margaret acerca de su niñez. Recuerda cuando unos chicos le quitaron su guante de baseball y cómo su padre lo obligó a pelear para recuperarlo, lo que terminó con Nucky inconsciente y 11 días en el hospital. 
Van Alden va a ver a un chico, Billy, quien robó una joyería. Billy pide ver a un federal de Atlantic City para hacer un trato y poder salir de prisión, ya que él es quien ayudó a Jimmy y Al para bloquear a los hombres de Rothstein en el bosque en el primer episodio. Al mismo tiempo, se revela que la esposa de Jimmy, Angela, a quien él acusó de tener una aventura con el fotógrafo Robert Dittrich, en realidad está teniendo una aventura con la esposa de Dittrich, Mary.
En el restaurante, Jimmy se acerca de Liam y le cuenta acerca de un soldado alemán herido en la guerra. El soldado quedó atrapado en un alambre de púas y luchó por salir durante días. Jimmy le ofreció matarlo pero el soldado quería vivir. Le dice a Liam: "en el caso del soldado, seguir viviendo era mucho, mucho peor". Después de que Jimmy se retira, Liam recibe una bala que atraviesa la ventana desde el edificio de enfrente, el francotirador es Richard Harrow.
Nucky y Theodore, el hijo de Margaret, van a ver la casa de su padre completamente remodelada. Cuando entra, su padre y Eli están ahí, su padre le dice a Nucky que no vale nada. Al percatarse de que su casa está llena de malos recuerdos, se da cuenta de que esas memorias no van a desaparecer, así que rocía tíner e incendia la casa. Damien llega al lugar atónito, y Nucky le da un manojo de billetes para que encuentre "un mejor sitio para vivir".

## Recibimiento

### Crítica
IGN le dio al episodio un puntaje de 8 sobre 10, calificándolo como "sorprendente". Escribieron: "La escena del café donde el atacante de Pearl es eliminado es casi perfecta, manchada solo por una elección en la dirección que atrae demasiada atención a sí misma. La historia de Michael Pitt sobre el soldado alemán que trataba de liberarse del alambrado, produce la cantidad justa de tensión en la escena, momentos antes de que el hombre reciba una bala de rifle en la cara. Un tiro a través de la ventana nos revela a Harrow como el tirador y encaja con el estilo de rodaje "menos es más" de la serie (es la firma más estilística desde el piloto).

### Índice de audiencia
La audiencia bajó en el total de televidentes, pero se mantuvo igual entre los adultos (18-49). 2.670 millones de personas vieron el episodio.